# Mikael
Mikael ist eine skandinavische und armenische Form des männlichen Vornamens Michael. In Frankreich wird der Name mit einem Trema auf dem Buchstaben e versehen, und ist dort sowohl als Vor- als auch Nachname gängig.

## Bekannte Namensträger
Mikael:
- Mikael Agricola (≈1509–1557), finnischer Theologe und Reformator
- Mikael Åkerfeldt (* 1974), schwedischer Sänger und Gitarrist
- Mikael Antonsson (* 1981), schwedischer Fußballspieler
- Mikael Anzén, schwedischer Diplomat
- Mikael Appelgren (* 1961), schwedischer Tischtennisspieler
- Mikael Appelgren (* 1989), schwedischer Handballspieler
- Ari Mikael Behn (1972–2019), norwegischer Schriftsteller
- Mikael Birkkjær (* 1958), dänischer Schauspieler
- Mikael Boström (* 1970), finnischer Orientierungsläufer
- Mikael Damberg (* 1971), schwedischer Politiker (SAP)
- Mikael Engström (* 1961), schwedischer Autor
- Mikael Forssell (* 1981), finnischer Fußballspieler
- Mikael Forsten (* 1969), finnischer Springreiter
- Mikael Granlund (* 1992), finnischer Eishockeyspieler
- Mikael Håfström (* 1960), schwedischer Drehbuchautor und Regisseur
- Mikael Nyqvist (1960–2017), schwedischer Schauspieler
- Mikael Hallgren (* 1964), schwedischer Poolbillardspieler
- Mikael Ishak (* 1993), schwedischer Fußballspieler
- Mikael Jansson (* 1965), schwedischer Politiker
- Mikael Krafft (* ≈1947), schwedisch-luxemburgisch-monegassischer Reeder
- Mikael Ljungberg (1970–2004), schwedischer Ringer
- Mikael Löfgren (* 1969), schwedischer Biathlet
- Mikael Lustig (* 1986), schwedischer Fußballspieler
- Mikael Mogren (* 1969), schwedischer lutherischen Bischof
- Mikael Nalbandian (1829–1866), armenischer Schriftsteller
- Mikael Niemi (* 1959), schwedischer Schriftsteller
- Mikael Nilsson (* 1968), schwedischer Fußballspieler
- Mikael Nilsson (* 1978), schwedischer Fußballspieler
- Mikael Nyqvist (1960–2017), schwedischer Film- und Theaterschauspieler
- Mikael Pedersen (1855–1929), dänischer Erfinder
- Mikael Pernfors (* 1963), schwedischer Tennisspieler
- Mikael Persbrandt (* 1963), schwedischer Schauspieler
- Mikael Rickfors (* 1948), schwedischer Rockmusiker
- Mikael Salomon (* 1945), dänischer Kameramann, Filmregisseur, Filmproduzent und Visual-Effects-Artist
- Mikael Stanne (* 1974), schwedischer Sänger und Gitarrist
- Mikael Tariwerdijew (1931–1996), armenisch-georgischer sowjetischer Komponist
- Mikael Torfason (* 1974), isländischer Schriftsteller, Journalist und Filmregisseur
- Mikael Torpegaard (* 1994), dänischer Tennisspieler
- Mikael Vogel (* 1975), deutscher Lyriker, Schriftsteller und Übersetzer
- Mikael Wiehe (* 1946), schwedischer Musiker, Sänger, Texter und Komponist

Mikaël:
- Mikaël Brageot (* 1987), französischer Kunstflugpilot
- Mikaël Grenier (* 1992), kanadischer Automobilrennfahrer
- Mikaël Kingsbury (* 1992), kanadischer Freestyle-Skifahrer
- Mikaël Lesage (* 1975), französischer Fußballschiedsrichter
- Mikaël Antoine Mouradian (* 1961), armenisch-katholischer Bischof von New York
- Mikaël Ollivier (* 1968), französischer Schriftsteller und Drehbuchautor
- Mikaël Silvestre (* 1977), französischer Fußballspieler

## Familienname
- Ludmila Mikaël (* 1947), französische Schauspielerin
- Mikael Mikael (* 1974), deutscher Künstler
- Éphraïm Mikhaël (1866–1890), französischer Dichter